# Кубок Ісландії з футболу 2007
Кубок Ісландії з футболу 2007 — 48-й розіграш кубкового футбольного турніру в Ісландії. Переможцем вперше став Гапнарфйордур.

## Календар
| Раунд            | Дата                      | Матчі | Клуби   |
| ---------------- | ------------------------- | ----- | ------- |
| Попередній раунд | 11-12 травня 2007         | 6     | 65 → 59 |
| Перший раунд     | 16-17 травня 2007         | 13    | 59 → 46 |
| Другий раунд     | 31 травня - 1 червня 2007 | 12    | 46 → 34 |
| Третій раунд     | 11-13 червня 2007         | 12    | 34 → 22 |
| Четвертий раунд  | 25-26 червня 2007         | 6     | 22 → 16 |
| 1/8 фіналу       | 10-11 липня 2007          | 8     | 16 → 8  |
| 1/4 фіналу       | 12-13 серпня 2007         | 4     | 8 → 4   |
| 1/2 фіналу       | 2-3 вересня 2007          | 2     | 4 → 2   |
| Фінал            | 6 жовтня 2007             | 1     | 2 → 1   |

## Регламент
У перших раундах брали участь команди з нижчих дивізіонів та аматори. Клуби Урвалсдейлду стартували з 1/16 фіналу.

## 1/8 фіналу
| Команда 1        | Рахунок      | Команда 2            |
| ---------------- | ------------ | -------------------- |
| 10 липня 2007    |              |                      |
| Ф'ярдабіггд (2)  | 1:4          | Фйолнір (2)          |
| Вестманнаейя (2) | 0:3          | Гапнарфйордур        |
| Акранес          | 2:1 дч       | Вікінгур (Рейк'явік) |
| КР               | 1:1 пен. 0:3 | Валюр                |
| Гаукар (2)       | 2:2 пен. 4:3 | Фрам                 |
| 11 липня 2007    |              |                      |
| Троттур (2)      | 0:1          | Кеплавік             |
| Тор (2)          | 1:4          | Фількір              |
| Брєйдаблік       | 3:1 дч       | Коупавогур           |

## 1/4 фіналу
| Команда 1      | Рахунок | Команда 2     |
| -------------- | ------- | ------------- |
| 12 серпня 2007 |         |               |
| Брєйдаблік     | 3:1     | Кеплавік      |
| Фількір        | 3:1 дч  | Акранес       |
| 13 серпня 2007 |         |               |
| Фйолнір (2)    | 4:3     | Гаукар (2)    |
| Валюр          | 0:1     | Гапнарфйордур |

## 1/2 фіналу
| Команда 1      | Рахунок | Команда 2   |
| -------------- | ------- | ----------- |
| 2 вересня 2007 |         |             |
| Гапнарфйордур  | 3:1 дч  | Брєйдаблік  |
| 3 вересня 2007 |         |             |
| Фількір        | 1:2 дч  | Фйолнір (2) |

## Фінал
| 6 жовтня 2007 |

| Гапнарфйордур           | 2:1 дч   | Фйолнір (2)              |
| ----------------------- | -------- | ------------------------ |
| М.Гудмундссон 17', 105' | Протокол | Г.Гудмундссон 86' (пен.) |

| Лаугардалсволлур, Рейк'явік Глядачів: 3 739 Арбітр: Егілл Мар Маркуссон |